# Маліков Іван Вікторович
Ма́ліков Іва́н Ві́кторович (Маліков-Ельворті) (25 вересня 1895, Одеса — 7 липня 1969, Миколаїв) — радянський український актор театру і кіно.

## Життєпис
Народився 1895 р. в Одесі в родині робітника.
Закінчив 4 класи церковно-приходської школи і екстерном 8 класів гімназії.
До 1915 р. — артист балету. До 1923 служив в лавах Червоної армії.
З 1923 р. — артист театру малих форм. В 1925—1933 рр. знімався у кіно.
Після закінчення Німецько-радянської війни — директор обласного Будинку народної творчості.
Помер і похований в Миколаєві у 1969 році.

## Фільмографія
Грав у фільмах:
- «Митя» (1927, тверезий шафер)
- «Двоє» (1928, Єгор Корпін)
- «Дівчина з палуби» (Федька Шпак)
- «Арсенал» (1928)
- «Проданий апетит» (1928, Жито, фінансист)
- «Митрошка — солдат революції» (Олексій Божемій)
- «Новими шляхами» (Лашевич)
- «Перлина Семіраміди» (1929, стряпчий)
- «Дві жінки» (1929, матрос)
- «П'ять наречених» (1930, петлюрівський офіцер)
- «Болотяні, вогні», «Чистка» (канцелярист)
- «Вогнена помста» (селянин)
- «Червінці» (1930, бандит)
- «Життя в руках» (1930)
- «Генеральна репетиція» (1931, робітник)
- «Коліївщина» (1933, епізод) та ін.